# Miloslav Procházka

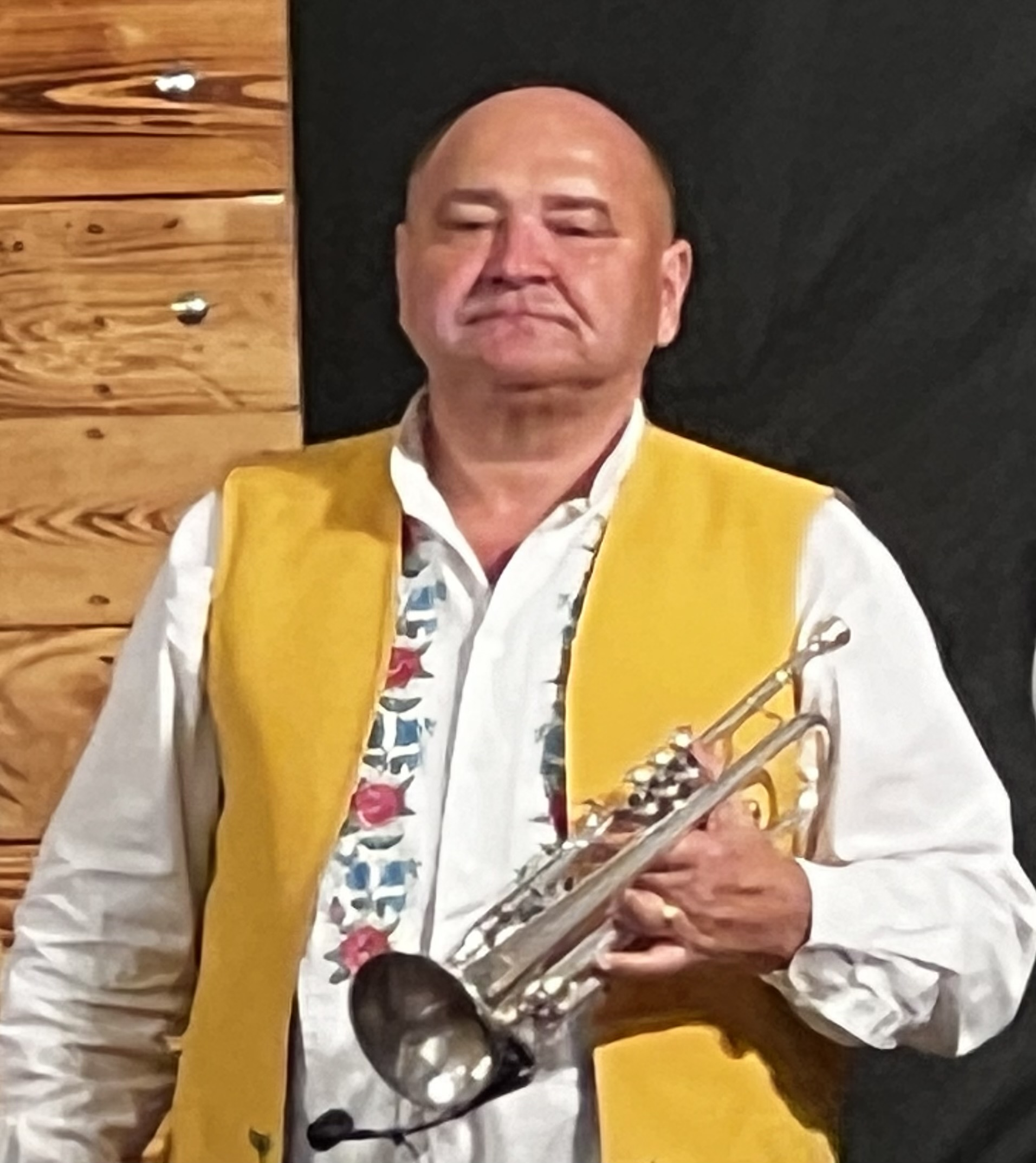
Miloslav Procházka

Miloslav R. Procházka (* 31. August 1958 in Kyjov) ist ein tschechischer Musiker, Komponist und Arrangeur.

## Leben
Miloslav R. Procházka begann im Alter von acht Jahren Trompete zu spielen. Von 1974 bis 1981 besuchte er das Konservatorium in Kroměříž. Während seines Studiums schrieb Procházka seine ersten Kompositionen. Seit 1982 war er Mitglied der Blaskapelle Mistříňanka.
Er komponierte Orchester- und Solo-Stücke. Zu den bekanntesten gehören die Polka: „Für unsere Kameraden“, „Der Junge Kavalier“, „Trompeten Walzer“. Mit der Blaskapelle Mistříňanka bereiste er ganz Europa und die USA. Heute spielt er als Trompeter und Komponist in der Blaskapelle Vlado Kumpan und seine Musikanten.

## Werke (Auszug)
- Apfelpolka
- Küsschenpolka
- Vlado spielt auf
- Mährische Sterne
- Milky way
- Mährischer Diamant
- Eine Gämse in den Bergen